# Gomphocerus sibiricus
Gomphocerus sibiricus је врста инсекта из реда правокрилаца - Orthoptera.

## Распрострањење
Gomphocerus sibiricus је скакавац чије популације су познате од Пиринеја до северног Пацифика. У Европи је концентрисан у различитим планинским ланцима Пиринеја, Алпа, Балкана и Карпата. Најјужније су налази у Грчкој и Турској. У Србији је бележен искључиво на највишим планинама.

## Опис
Боја је врло варијабилан карактер, постоје смеђе, зелене, сиве, па чак и црне јединке. Мужјаци имају карактеристичне задебљале крајеве предњих ногу. Крајеви антена су јасно проширени у облику палице код оба пола. Величина мужјака је између 17-20 мм, док су женке нешто крупније, дужине тела од 20 до 25 мм.

## Биологија и екологија
Одрасле јединке се срећу од јуна до новембра. Мужјаци су изузетно гласни приликом стридулације. Женке полажу јаја на сува места у растресито земљиште без вегетације. После зиме, ларве се излегу и пролазе кроз 4 фазе.

## Синоними
Gryllus clavimanus Pallas, 1772
Gryllus (Locusta) sibiricus Linnaeus, 1767
Aeropus sibiricus (Linnaeus, 1767)
Aeropus sibiricus graecus Uvarov, 1931
Aeropus sibiricus helveticus Uvarov, 1931
Aeropus sibiricus hispanicus Uvarov, 1931
Aeropus sibiricus pyrenaicus Uvarov, 1931
Gomphocerus sibiricus turcicus Mishchenko, 1951